# PC Plus
PC Plus was een Brits maandblad over computers opgericht in 1986 en uitgegeven door Future Publishing tot september 2012. Het tijdschrift was bestemd voor halfgevorderde tot gevorderde pc-gebruikers.